# Ala Vocontiorum (Aegyptus)
Die Ala Vocontiorum (deutsch Ala der Vocontier) war eine römische Auxiliareinheit. Sie ist durch Militärdiplome, Inschriften und Papyri belegt.

## Namensbestandteile
- Vocontiorum: der Vocontier. Die Soldaten der Ala wurden bei Aufstellung der Einheit aus dem gallischen Stamm der Vocontier auf dem Gebiet der römischen Provinz Gallia Narbonensis rekrutiert.

Da es keine Hinweise auf den Namenszusatz milliaria (1000 Mann) gibt, war die Einheit eine Ala quingenaria. Die Sollstärke der Ala lag bei 480 Mann, bestehend aus 16 Turmae mit jeweils 30 Reitern.

## Geschichte
Die Ala war in den Provinzen Aegyptus, Iudaea und Syria stationiert. Sie ist auf Militärdiplomen für die Jahre 86 bis 179 n. Chr. aufgeführt.
Die Einheit ist seit 37/43 n. Chr. in Aegyptus belegt. Zu einem unbestimmten Zeitpunkt wurde sie in die Provinz Iudaea verlegt, wo sie durch ein Diplom nachgewiesen ist, das auf 86 datiert ist. In dem Diplom wird die Ala als Teil der Truppen (siehe Römische Streitkräfte in Syria) aufgeführt, die in der Provinz stationiert waren.
Spätestens ab 98/105 ist die Ala wieder in Aegyptus, da sie für diesen Zeitraum durch ein Diplom nachgewiesen ist. In dem Diplom wird die Ala als Teil der Truppen (siehe Römische Streitkräfte in Aegyptus) aufgeführt, die in der Provinz stationiert waren. Weitere Diplome, die auf 105 bis 179 datiert sind, belegen die Einheit in derselben Provinz.
Zwischen 179 und 183 wurde die Ala in die Provinz Syria verlegt, wo sie durch die Inschrift (AE 1933, 214) erstmals nachgewiesen ist. Der letzte Nachweis der Einheit in  Syria beruht auf einer Inschrift, die auf 245 datiert ist.

## Standorte
Standorte der Ala in Aegyptus waren möglicherweise:
- Koptos: Um 113 ist die Einheit in Koptos nachgewiesen.[4]

Standorte der Ala in Syria waren möglicherweise:
- Palmyra: Um 183 ist die Einheit durch die Inschrift (AE 1933, 214) in Palmyra nachgewiesen. Sie errichtete dort den Exerzierplatz.[4]

## Angehörige der Ala
Folgende Angehörige der Ala sind bekannt:

### Kommandeure
| - Σερουιο[] Σουλπικι[] | - Sertina Iust(us), ein Praepositus (AE 1933, 214) |

### Sonstige
| - Αντονιος Ηρακλιανος, ein δουπλικαριος - Cassius Gemellus - Didas, ein Reiter (AE 1911, 121) - Gavianus, ein Decurio (um 122) (AE 1906, 22) - Iulius Asclas - Longinus, ein Decurio - L. Vettius | - L(ucius) Valerius Noster, ein Reiter (AE 1906, 22) - Μαρκος Παπειριος Κελερ, ein δεκαδαρχης - Maturus, ein Decurio (AE 1911, 121) - Octavius Domesticus, ein Decurio - Quintillianus, ein Decurio - Q(uintus) Caesius Valens, ein Decurio (CIL 3, 12068) - Σ[]ος Αννιανος, ein δτρατορ |

## Weitere Alae mit der BezeichnungAla Vocontiorum
Es gab noch eine weitere Ala mit dieser Bezeichnung, die Ala Augusta Vocontiorum. Sie ist durch Militärdiplome von 119/121 bis 178 belegt und war in den Provinzen Germania und Britannia stationiert.